# 鄂善
鄂善（穆麟德轉寫：ošan，？—1741年），滿洲鑲黃旗人。中國清朝官員。

## 生平
1738年由汀漳道調任福建分巡台灣道。曾任吏部左侍郎。乾隆三年十二月己卯，接替訥親，擔任清朝兵部尚書，后革。由班第接任。